# Château de Saint-Germain-en-Laye
Château de Saint-Germain-en-Laye (francoska izgovorjava: [ʃɑto də sɛ̃ ʒɛʁmɛ̃ ɑ̃ lɛ]) je nekdanja kraljeva palača v občini Saint-Germain-en-Laye, v departmaju Yvelines, približno 19 km zahodno od Pariza, Francija. Danes je v njem Musée d'Archéologie nationale (Narodni arheološki muzej).

## Zgodovina

### 12.–13. stoletje
Prvi grad, imenovan Grand Châtelet, je leta 1124 na tem mestu zgradil Ludvik VI. Leta 1230 je grad razširil Ludvik IX..
Kapela sv. Ludvika na gradu Ludvika IX. spada v rayonnantsko fazo (žarkasti slog) francoske gotske arhitekture. Listina Ludvika IX. iz leta 1238, ki je uvedla redno versko službo v kapeli, je prva omemba kapele, ki je bila zgrajena na kraljevem gradu. To je bila Sainte Chapelle, kjer so hranili relikvije trnove krone ali pravega križa. Njen načrt in arhitektura sta predpodoba velike Sainte-Chapelle, ki jo je sv. Ludvik zgradil v Palais de la Cité v Parizu med letoma 1240 in 1248. Obe stavbi je zgradil Ludvikov najljubši arhitekt Pierre de Montreuil, ki je za uporabo prilagodil arhitekturne formule, izumljene v Saint Germainu v Parizu. Ena ladja se konča z apsido, pri čemer skoraj vse zidne površine zapolnjujejo visoka ozka steklena okna, med katerimi so veliki zunanji oporniki. Ogivi oboka slonijo na stebrih med oboki, baze stebrov pa so postavljene za nizko izolirano arkado. Stavba je tako lahko odprta in brez vseh notranjih podpor. Tako veliko število oken omogoča tudi tehnika pierre armée, s kovinskimi elementi, vgrajenimi v strukturo sten, ki zagotavljajo stabilnost kamnov. Zahodno steno krasi velika gotska rozeta v slogu rayonnant. V tej kapeli je leta 1238 Baldvin II. podaril Ludviku relikvijo trnove krone in, čeprav so bile namenjene za Sainte-Chapelle v Parizu, so bile tukaj shranjene, dokler ni bila aprila 1248 posvečena pariška kapela.
Grad je leta 1346 požgal Edvard Črni princ; od njega je iz srednjeveške faze najdišča ostala le gotska kapela. Ta Château Vieux je v 1360-ih na starih temeljih ponovno zgradil Karel V. Francoski

### 16.–18. stoletje
Najstarejše dele sedanjega dvorca je rekonstruiral Franc I. Francoski leta 1539 in so bili pozneje večkrat razširjeni. 10. julija 1547 je tu v krvavi igri prišlo do vrhunca političnega rivalstva. Guy Chabot, sedmi baron de Jarnac, je kljub vsemu zmagal nad Françoisom de Vivonneom, gospodom de la Chasteigneraie, kar je povzročilo državni udar de Jarnac.
Henrik II. Francoski je v bližini zgradil ločen nov dvorec po načrtih Philiberta de l'Orma. Stal je na vrhu pobočja, ki je bilo pod vodstvom Étienna du Péraca[1] oblikovano v tri masivne padajoče terase in ožje pomožne posredniške terase, ki so bile povezane z razdeljenimi simetričnimi stopnicami in klančinami ter so segale v eno samo os, ki se je končala ob robu Sene; zasnova se je precej zgledovala po vili Lante v Bagnaii. »Étienne du Pérac je dolgo preživel v Italiji in ena od manifestacij njegovega zanimanja za tovrstne vrtove je njegov dobro znani pogled na vilo d'Este, vgraviran leta 1573«.
Vrtovi, postavljeni v Saint-Germain-en-Laye, so bili med pol ducata vrtov, ki so v Francijo uvedli italijanski vrtni slog in so postavili temelje za francoski formalni vrt. Za razliko od parterjev, ki so bili postavljeni v priložnostni povezavi z obstoječimi dvorci, pogosto na težkih lokacijah, ki so bile prvotno izbrane iz obrambnih razlogov, so ti novi vrtovi razširili osrednjo os simetrične fasade stavbe v strogo simetričnih osnih zasnovah vzorčastih parterjev, prodnatih sprehodov, fontan in bazenov ter formalno zasajenimi bosketi; začeli so tradicijo, ki je dosegla vrhunec po letu 1650 v vrtovih Andréja le Nôtreja. Glede na Théâtre des plans et jardinage  Clauda Molleta je parterje leta 1595 za Henrika IV. postavil Mollet, ki se je šolal pri Anetu in je bil začetnik dinastije kraljevih vrtnarjev. Eden od Molletovih načrtov parterja v Saint-Germain-en-Laye je bil ilustriran v Olivier de Serresovem Le théâtre d'agriculture et mesnage des champs (1600), vendar je Château Neuf in celoten njegov spektakularen niz teras mogoče v celoti viden na gravuri po Alexandru Franciniju, 1614.
Ludvik XIV. Francoski se je rodil v Saint-Germain-en-Laye leta 1638. Eden od podpornih zidov du Péraca se je zrušil leta 1660 in Ludvik se je leta 1662 lotil prenove vrtov. Ko je bil polnoleten, je leta 1666 tu ustanovil svoj dvor, vendar je imel raje Château Vieux: Château Neuf je bil v 1660-ih zapuščen in porušen. Od leta 1663 do leta 1682, ko se je kralj dokončno preselil v Versailles, je ekipa, ki jo je podedoval od nesrečnega Nicolasa Fouqueta – Louis Le Vau, Jules Hardouin-Mansart in André le Nôtre, delala, da bi starodavnemu kupu dala primernejši videz.
Vrtove je med letoma 1669 in 1673 preuredil André le Nôtre in vključujejo 2,4 kilometra dolgo kamnito teraso, ki ponuja pogled na dolino Sene in v daljavi Pariz.
Ludvik XIV. je dvorec predal angleškemu kralju Jakobu II. po njegovem izgnanstvu iz Anglije v Slavni revoluciji leta 1688. Kralj Jakob je v dvorcu živel trinajst let, njegova hči Louise-Marie Stuart pa se je tukaj rodila v izgnanstvu leta 1692. Kralj Jakob je pokopan v bližnji cerkvi Saint-Germain; njegova žena Marija iz Modene je ostala v dvorcu do svoje smrti leta 1718. Njun sin Jakob je leta 1716 zapustil grad in se končno naselil v Rimu. Številni jakobiti – podporniki izgnanih Stuartov – so ostali v dvorcu do francoske revolucije in so ga leta 1793 zapustili. Jakobite so pogosto sestavljali nekdanji člani jakobitskega dvora in stanovanja, ki so jih upokojenci jakobitskega dvora po svoji smrti pustili prazna v dvorcu, jih je skrbnik dvorca Adrien Maurice, vojvoda de Noailles, pogosto prenesel na svoje vdove in otroke. Jakobitska kolonija v Saint-Germainu je bila še prevladujoča v 1750-ih, ko pa so bili obravnavani z vse večjo sovražnostjo. Po smrti vojvode de Noaillesa leta 1766, ki je bil odgovoren za nadaljnjo jakobitsko prevlado, ker je rad dajal prostore Jakobitom, se je britanska prevlada hitro zmanjšala in več francoskih prebivalcev je dobilo nastanitev v dvorcu: zadnji član Stuartov je bila Theresa O'Connel, ki je umrla leta 1778. Zadnji potomci britanskih Jakobitov, ki so takrat večinoma nosili francoska imena, so bili izseljeni, ko je vlada med francosko revolucijo leta 1793 zaplenila stavbo.

### 19.–21. stoletje
V 19. stoletju je Napoleon I. tu ustanovil svojo šolo za konjeniške častnike. Napoleon III. je leta 1862 začel obnavljati grad, ki ga je gradil Eugène Millet. Leta 1867 je postal Musée des Antiquités Nationales (Narodni muzej starin), v katerem so prikazani arheološki predmeti Francije. Auguste Lafollye je prevzel odgovornost za obnovo ob Milletovi smrti leta 1879, kar se je nadaljevalo do leta 1889. Njegov cilj in cilj njegovega naslednika Honoréja Daumeta je bil obnoviti francoski renesančni slog Franca I.
10. septembra 1919 je bila v gradu podpisana  Senžermenska mirovna pogodba, ki je končala sovražnosti med zavezniki iz prve svetovne vojne in Avstrijo.
Med nemško okupacijo (1940–44) je dvorec služil kot poveljstvo nemške vojske v Franciji.
Muzej se je leta 2005 preimenoval v Musée d'Archéologie Nationale. Njegove zbirke vključujejo najdbe od paleolitika do merovinških časov.

## Galerija
- Palača, kot je videti z vrtov
- Kotni pogled na palačo
- Detajli fasade palače
- Vhod v palačo
- Vhod v muzej
- Notranje dvorišče
- Eno od stopnišč
- Notranji stropi